# Miroslav Cerar ml.
Miroslav »Miro« Cerar ml., pravnik in politik, * 25. avgust 1963, Ljubljana
Bil je predsednik 12. vlade Republike Slovenije, v 13. vladi premierja Marjana Šarca pa je deloval kot podpredsednik vlade in minister za zunanje zadeve. Na Pravni fakulteti univerze v Ljubljani je redni profesor na katedri za teorijo in sociologijo prava in tudi njen dekan.

## Življenjepis
Po študiju prava se je zaposlil na ljubljanski pravni fakulteti ter se konec 80-ih let dvajsetega stoletja aktivno vključil v prizadevanja za demokratizacijo in državno osamosvojitev Slovenije. 1990–91 je kot sekretar sodeloval pri pisanju Temeljne ustavne listine o samostojnosti in neodvisnosti Republike Slovenije ter Ustave Republike Slovenije. 1992–2014 je bil predavatelj na Pravni fakulteti Univerze v Ljubljani ter zunanji svetovalec Državnega zbora Republike Slovenije za ustavna in druga pravna vprašanja. 2008 je kot Fulbrightov štipendist šest mesecev poučeval primerjalno ustavno pravo na Golden Gate University School of Law v San Franciscu in se postdoktorsko študijsko izpopolnjeval na University of California School of Law v Berkeleyju. Pred vstopom v politiko (2014) je javno nastopal kot pravnik in intelektualec, zlasti kot razlagalec ustavnosti in zakonitosti delovanja oblastnih organov. Zavzemal se je za vladavino prava, ustavno demokracijo ter za dvig pravne kulture in etičnih standardov v družbi. 2000–18 je bil na letnih izborih portala Ius Software (iusinfo.si) 17-krat izbran med deset najvplivnejših slovenskih pravnikov, 2011–14 pa so ga uporabniki portala Tax-Fin-Lex štirikrat izbrali za najvplivnejšega slovenskega pravnega strokovnjaka.
Leta 2014 je vstopil v politiko, ustanovil Stranko Mira Cerarja (SMC) in bil po zmagi na parlamentarnih volitvah izvoljen za predsednika vlade. Med letoma 2014 in 2018 je vodil vlado. med letoma 2018 in 2020 je bil podpredsednik vlade in zunanji minister Republike Slovenije.

### Zgodnja leta, šolanje in družina
Je oče treh otrok.
Otroštvo in mladost je skupaj s sestrama preživljal v Ljubljani in Grosupljem. Oče Miroslav Cerar (roj. 1939) je bil večkratni evropski, svetovni in olimpijski prvak na konju z ročaji (medalje je osvajal tudi na drugih gimnastičnih orodjih), po koncu športne kariere pa je do upokojitve deloval kot odvetnik. Je ustanovni član in aktivni funkcionar Olimpijskega komiteja Slovenije. Mati Zdenka Cerar (roj. Prusnik) (1941–2013) je bila v mladih letih državna prvakinja v gimnastiki, kasneje pa je kot pravnica postala generalna državna tožilka in tudi ministrica za pravosodje.
Cerar je od 1970 obiskoval Osnovno šolo Prule, od 1978 pa Gimnazijo Ivana Cankarja v Ljubljani. Vojaški rok je 1982–1983 služil v današnji Podgorici, 1983 pa pričel s študijem prava.
V mladosti se je veliko ukvarjal s športom. V osnovnošolskih letih se je predvsem preizkušal v gimnastiki in nogometu, nato pa je od zadnjih let osnovne šole do odhoda v vojsko aktivno treniral košarko (KK Trnovo in kasneje KK Slovan). V času osnovne šole je igral harmoniko in končal 6-letno nižjo glasbeno šolo, nato pa se je kot samouk lotil igranja kitare. Po končanem študiju se je posvetil pravnemu in pedagoškemu poklicu.

### Študij ter pedagoška in raziskovalna dejavnost
1983 se je Cerar vpisal na Pravno fakulteto v Ljubljani, kjer je 1987 diplomiral. Za diplomsko nalogo Pravno varstvo blagovnih znamk (mentor dr. Krešimir Puharič) je 1987 prejel nagrado dr. Slavka Zoreta Društva za Združene narode za SR Slovenijo. Po diplomi se je zaposlil kot asistent na katedri za teorijo prava na ljubljanski Pravni fakulteti.
Konec 80-ih let je objavil več poljudnih in strokovnih prispevkov in se začel v javnosti uveljavljati kot kritični pravni mislec. Leta 1988 je sodeloval pri pisanju Pravnega memoranduma: Vojaški tožilec versus Borštner, Janša, Tasić, Zavrl; 1989 pa pri pisanju Pravnega memoranduma: Svoboda združevanja. Obe deli sta pozivali k uveljavljanju pravne države in demokratičnih vrednot, še posebej v luči takratnih nedemokratičnih pritiskov oblasti na procese demokratizacije v Sloveniji.
1993–1999 je bil dopisnik Centra za študij konstitucionalizma v vzhodni Evropi (s sedežem na New York University School of Law, pred tem na University of Chicago Law School in Central European University iz Budimpešte), pri čemer je za East European Constitutional Review pisal periodična poročila o razvoju konstitucionalizma v Sloveniji.
S tezo Večrazsežnost človekovih pravic in dolžnosti je 1993 na Pravni fakulteti Univerze v Ljubljani (UL) magistriral, leta 1999 pa na isti fakulteti doktoriral s tezo (I)racionalnost modernega prava. Leta 2000 je bil, prav tako na Pravni fakulteti UL, izvoljen v naziv docenta, 2005 v naziv izrednega profesorja ter 2011 habilitiran za rednega profesorja. Kot predavatelj se je največ ukvarjal s teorijo in filozofijo prava, primerjalnim pravom, ustavnim pravom ter etiko pravniških poklicev. Temelje prava je predaval še na Fakulteti za družbene vede UL (2006–14), teorijo prava in države pa na mariborski Pravni fakulteti (1995–98). Na Filozofski fakulteti UL je 2002–14 letno izvajal sklop predavanj s področja temeljnih pravnih vsebin za študente z oddelka za prevajalstvo (nemciste). Študentski svet UL mu je za študijsko leto 2011/12 podelil diplomo za najboljšega pedagoga na Pravni fakulteti UL.
1989–2004 je bil mentor novoustanovljene Službe pravne pomoči za študente (ustanovitelj je bila Študentska organizacija UL), v kateri so delovali študenti z ljubljanske pravne fakultete. Služba je nudila študentom brezplačno pravno pomoč v zadevah, povezanih s študijem.
1994–2003 je bil zunanji ocenjevalec za maturitetni predmet Pravo. 1994–2014 je izvajal predavanja o temah iz ustavne ureditve v okviru programa strokovnega usposabljanja delavcev v državni upravi. 2009–12 je bil predsednik izpitne komisije za pravniški državni izpit in izpraševalec za področje ustavne ureditve, organizacije pravosodja in državne uprave ter temeljev pravne ureditve Evropske unije.
2003–2014 je bil podpredsednik slovenskega Društva za pravno in socialno filozofijo.
S predavanji in referati je sodeloval na številnih domačih in tujih znanstvenih in strokovnih srečanjih, posvetih, konferencah ipd. V Sloveniji je na povabila različnih šol, institutov, društev, zbornic ter drugih združenj in organizacij predaval o pravnih in širših družboslovnih temah.
2008 je kot Fulbrightov štipendist šest mesecev poučeval primerjalno ustavno pravo na Golden Gate University School of Law v San Franciscu in se postdoktorsko študijsko izpopolnjeval na University of California School of Law v Berkeleyju.
1990–92 je bil član uredniškega odbora Časopisa za kritiko znanosti. 1995–2014 je na Pravni fakulteti UL urejal Zbornik znanstvenih razprav. 2003–14 je bil na isti fakulteti član uredniškega odbora zbirke Manet (strokovna literatura) ter 2003–06 član uredniškega sveta revije Revus (Revija za evropsko ustavnost), GV Revije, Pravna praksa. 2002–14 je bil član uredniškega sveta revije Teorija in praksa, Fakulteta za družbene vede UL, ter uredniškega odbora strokovne knjižne zbirke Pravna obzorja pri Cankarjevi založbi v Ljubljani.
2009–13 je deloval kot član Strokovne komisije za knjižno in revijalno produkcijo s področja znanosti pri Svetu Javne agencije za knjigo Republike Slovenije (JAK), in sicer posebej kot recenzent za dela s področja družboslovja.
Je avtor in soavtor več knjig, raziskav in številnih člankov v domačih in tujih znanstvenih in strokovnih revijah.
2000–18 je bil na letnih izborih portala Ius Software (iusinfo.si) 17-krat izbran med deset najvplivnejših slovenskih pravnikov, 2011–14 pa so ga uporabniki portala Tax-Fin-Lex štirikrat izbrali za najvplivnejšega slovenskega pravnega strokovnjaka. Pred vstopom v politiko (2014) je javno nastopal kot pravnik in intelektualec, zlasti kot razlagalec ustavnosti in zakonitosti delovanja oblastnih organov. Zavzemal se je za vladavino prava, ustavno demokracijo ter za dvig pravne kulture in etičnih standardov v družbi.

## Pravnik

### Sodelovanje pri pisanju slovenske ustave in drugih osamosvojitvenih ustavnih aktov
Junija 1990 je Cerar z dr. Petrom Jambrekom in dr. Lojzetom Udetom ter drugimi strokovnjaki sodeloval pri oblikovanju osnutka iniciativnega predloga Predsedstva Republike Slovenije za sprožitev postopka za sprejem nove slovenske ustave. Kot strokovni tajnik je koordiniral delo sedemčlanske strokovne skupine (člani: dr. Franc Grad, dr. Tine Hribar, dr. Peter Jambrek, dr. Tone Jerovšek, mag. Matevž Krivic, dr. Anton Perenič in dr. Lojze Ude), ki je avgusta 1990 na gradu Podvin za Skupščino Republike Slovenije pripravila delovni osnutek nove slovenske ustave.
1991–1992 je bil sekretar Ustavne komisije Skupščine Republike Slovenije. V tem času je med drugim strokovno sodeloval pri sestavi predlogov naslednjih aktov: ustavnih amandmajev 99 in 100 k dotedanji slovenski republiški ustavi (1991); Temeljne ustavne listine o samostojnosti in neodvisnosti Republike Slovenije in ustavnega zakona za njeno izvedbo (25. junij 1991); Ustave Republike Slovenije in ustavnega zakona za njeno izvedbo (23. december 1991); ter zakonov za volitve v Državni zbor, Državni svet in za volitve Predsednika Republike Slovenije (1992).

### Zunanji svetovalec Državnega zbora Republike Slovenije
1993–2007 in 2009–14 je bil Cerar zunanji svetovalec Državnega zbora Republike Slovenije za ustavna in druga pravna vprašanja. V tej vlogi je redno koordiniral delo strokovnih skupin, ki so pripravljale strokovna mnenja in besedila ustavnih sprememb za ustavno komisijo Državnega zbora. Od sprejema ustave (1991) do vstopa v politiko (2014) je strokovno sodeloval pri vseh razpravah o spremembah ustave.
Sodeloval je pri sestavi mnenj o različnih ustavnih in zakonskih vprašanjih, predvsem s področij volilnega in širšega političnega sistema, referenduma in poslanske imunitete ter poslovniške ureditve. Bil je član strokovnih skupin za pripravo poslovniških sprememb ter skupine za angleški prevod ustave, drugih ustavnih dokumentov ter poslovnika državnega zbora. Pri tem svetovalnem delu je sodeloval predvsem s parlamentarno pravno službo, generalnim sekretariatom, kabinetom predsednika Državnega zbora ter z vsakokratno ustavno komisijo.

### Vodenje Sodnega sveta
Od 2009 je bil Cerar podpredsednik, 2010–2012 pa predsednik Sodnega sveta Republike Slovenije, kjer je sodeloval v postopkih izvolitev, imenovanj in razrešitev sodnikov in predsednikov sodišč, v postopkih odločanja o napredovanju sodnikov, v postopkih v zvezi z ugotavljanjem imunitete sodnikov in nezdružljivosti njihove funkcije z drugimi funkcijami, v disciplinskih postopkih zoper sodnike ter pri odločanju o drugih zadevah iz pristojnosti sodnega sveta.
V tujini se je udeležil več strokovnih srečanj z visokimi predstavniki evropskih sodnih svetov. Kot slovenski predstavnik evropske mreže sodnih svetov (ENCJ) je 2010-11 sodeloval v projektni skupini ENCJ za ugotavljanje zaupanja v sodstvo na nacionalni in nadnacionalni ravni ter 2011-12 v delovni skupini ENCJ za reformo sodstva v Evropi. 

### Druga strokovna (svetovalna) dejavnost
Kot strokovnjak je Cerar pred vstopom v politiko sodeloval v več delovnih skupinah, ki so za različna ministrstva pripravljale strokovna gradiva ali predloge zakonov in drugih aktov, in sicer na področjih pravne ureditve volilnega sistema, posebej tudi elektronskih volitev, referendumske ureditve, ureditve društev, ureditve šolstva itd.
- 2007–2013 je bil zunanji svetovalec pri Odvetniški pisarni Miro Senica in odvetniki za področji ustavnega in upravnega prava.
- 2012–2014 je bil predsednik Sveta za etična vprašanja pri Evropskem centru za reševanje sporov iz Ljubljane (European Centre for Dispute Resolution – ECDR).
- 2013–2014 je bil član strokovnega sveta programa Ne-odvisen.si (vseslovenski program odprtega in strokovno podprtega dialoga z mladimi in odraslimi).

## Politik

### Začetek politične poti (volitve 2014)
13. februarja 2013 je Cerar zavrnil javno ponudbo večinske parlamentarne koalicije, da bi z njeno podporo prevzel funkcijo predsednika vlade, saj je ocenil, da tedanje parlamentarne stranke niso omogočale nujnih predpostavk za izhod iz družbene krize (ta koalicija je nato za predsednico vlade izvolila Alenko Bratušek). Zato je v nadaljnjih mesecih oblikoval skupino somišljenikov, s katerimi je 2. junija 2014, le šest tednov pred predčasnimi volitvami v Državni zbor, ki so sledile odstopu premierke Bratušek, ustanovil Stranko Mira Cerarja (SMC), sredinsko socialno-liberalno stranko. SMC je v središče svojega programa, poleg izhoda iz krize, postavila človekovo dostojanstvo, vladavino prava, dvig politične kulture in trajnostni razvoj.
Cerar je bil izvoljen za poslanca, SMC pa je s 34,5 odstotka glasov in dotlej največjim številom izvoljenih poslancev (36) zmagala na parlamentarnih volitvah. 25. avgusta 2014 je Državni zbor Cerarja izvolil za predsednika vlade. Sestavil je levo-sredinsko koalicijo in 17. septembra pričel z vodenjem vlade. 21. novembra 2014 je SMC postala članica evropske politične skupine ALDE (Zavezništvo liberalcev in demokratov za Evropo), marca 2015 pa se je na Cerarjevo pobudo stranka preimenovala v Stranko modernega centra (SMC).

### Predsednik Vlade Republike Slovenije (2014–2018)
12. slovensko vlado je Cerar sestavil v koaliciji treh strank: SMC (9 ministrov, nekateri niso bili člani stranke), Socialni demokrati – SD (3 ministri) in Demokratična stranka upokojencev Slovenije – Desus (4 ministri), pri čemer je bila to prva slovenska vlada, ki je imela skoraj ves čas svojega delovanja izenačeno število ministrov obeh spolov.
14. marca 2018 je Cerar kot predsednik vlade odstopil, ker je menil, da je bila odločitev vrhovnega sodišča, da razveljavi referendum o gradnji drugega tira, na katerem je vladni projekt gradnje drugega tira dobil 53-odstotno podporo, »kaplja čez rob« v smeri neupravičene podpore vsem tistim, ki so želeli projekt preprečiti. Hkrati je z odstopom preprečil, da bi v pogajanjih med vlado in sindikati javnega sektorja (pogajanja so bila zaradi odstopa avtomatično prekinjena) morebitna realizacija pretiranih finančnih zahtev nekaterih sindikatov prekinila uspešen proces konsolidacije javnih financ.
Odstop je Cerar podal le nekaj mesecev pred rokom za razpis in izvedbo rednih parlamentarnih volitev. Predčasne volitve, ki so sledile odstopu, so bile izvedene 3. junija 2018, tj. že v času prvega možnega roka za redne volitve. Po odstopu je Cerar funkcijo predsednika vlade opravljal še do nastopa nove vlade 14. septembra 2018.

### Volitve v državni zbor 2018
Na predčasnih volitvah junija 2018, na katerih je bil Cerar ponovno izvoljen za poslanca, je SMC zbrala 9,7 odstotka glasov in izgubila primat v političnem centru. Kljub bistveno slabšemu volilnemu izidu kot pred štirimi leti je SMC z desetimi izvoljenimi poslanci v 90-članskem parlamentu ohranila pomembno mesto v slovenskem političnem prostoru (samo dve politični stranki sta osvojili več poslanskih mest), zato je pod vodstvom Cerarja odigrala tudi pomembno vlogo pri sestavljanju nove koalicijske vlade, v kateri je prevzela štiri ministrska mesta. V levo-sredinski vladi, ki jo je septembra 2018 sestavil Marjan Šarec, je bil Cerar izvoljen na položaj podpredsednika vlade in zunanjega ministra ter v teh funkcijah deloval vse do prenehanja Šarčeve vlade (marec 2020).

### Podpredsednik vlade in minister za zunanje zadeve (2018–2020)
Ob prevzemu teh funkcij je Cerar najavil in nato uresničeval delno spremembo v zunanji politiki, ki naj bi bila, ob siceršnji načelni uravnoteženosti, tudi dovolj zahodno usmerjena (predvsem intenzivnejše sodelovanje z jedrnim delom EU, z državami Beneluksa in ZDA). Pospešil je priprave na prihajajoče slovensko predsedovanje Svetu EU ter prispeval h krepitvi verodostojnosti Slovenije v EU.
Okrepil je bilateralne stike Slovenije z državami članicami Varnostnega sveta ter nekaterimi drugimi državami, ki so za Slovenijo še posebej pomembne v političnem, gospodarskem in drugih vidikih. Posebno pozornost je posvetil nadaljevanju strateškega sodelovanja z Nemčijo in Francijo ter urejanju odnosov z Združenim kraljestvom za čas po Brexitu. Prioritetno je spodbujal gospodarsko diplomacijo ter prizadevanje za trajnostni razvoj, vladavino prava, človekove pravice in nediskriminacijo, multilateralizem in humanitarno pomoč. Posvetil se je sodelovanju s sosednjimi državami, predvsem v luči varstva pravic in interesov slovenskih zamejcev. Na evropskem parketu je bil med najbolj angažiranimi evropskimi zagovorniki širitvenega procesa EU na države zahodnega Balkana ter nadaljnjih evro-atlantskih povezav (sprejem Severne Makedonije v NATO).

### Stranka SMC

#### Umik s položaja predsednika SMC
Na volitvah za slovenske predstavnike v evropskem parlamentu maja 2019 je SMC zbrala le 1,6 odstotka glasov. Kmalu za tem je Cerar, ki sicer na evropskih volitvah ni kandidiral, za 21. septembra 2019 razpisal volilni kongres SMC ter sporočil, da ne bo ponovno kandidiral za funkcijo predsednika stranke. Na kongresu je za novega predsednika stranke Cerar podprl Zdravka Počivalška, ki je po izvolitvi prevzel vodenje stranke, člani kongresa pa so Cerarja imenovali za častnega predsednika SMC.

#### Izstop iz SMC
2. marca 2020 je Cerar zaradi nestrinjanja z delovanjem SMC pod vodstvom Počivalška odstopil kot častni predsednik in izstopil iz stranke SMC. 13. marca 2020 je vrnil tudi poslanski mandat.

### Samostojna znanstvena dela
- Večrazsežnost človekovih pravic in dolžnosti (1993, dopol. izd. 1996)
- (I)racionalnost modernega prava (2001)

### Univerzitetni učbeniki v soavtorstvu
- Kako študirati pravo (2002, dop. izd. 2012)
- Uvod v pravoznanstvo (2006, dop. izd. 2012)
- Temelji prava in pravne ureditve (2006)

### Osnovnošolski učbenik
- Svet smo mi 8 (2015)

### Poljudne knjige o etiki, politiki, pravu in družbi
- Pravnikov mozaik (2007)
- Pamet v krizi (2010)
- Slovenci na popravnem izpitu (2013)
- Kako sem otrokom razložil demokracijo (2009) – 2010 priznanje Zlata hruška za izvirno slovensko mladinsko poučno knjigo Mestne knjižnice Ljubljana.

## Galerija
- Z estonskim premierjem Jüriem Ratasem.
- Izjava za medije na Digitalnem vrhu v Talinu.
- Z Ahmedom Salimom.
- Z evropskim komisarjem za migracije Dimitrisem Avramopoulosom, oktobra 2015
- Cerar in obrambna ministrica Andreja Katić.
- Prihod na ministrstvo za obrambo Republike Slovenije.
- Cerar in romunski predsednik Klaus W. Iohannis.
- Na Dnevu Notranjskega parka 2016.
- Z nekdanjo avstrijsko zunanjo ministrico Karin Kneissl.